# 美国马列主义组织
美国马列主义组织（英語：U.S. Marxist–Leninist Organization）是美国的一个共产主义政党。1980年，美国马列主义党同长期合作的盟友加拿大共产党（马列）决裂，马列主义党内部亲近加共（马列）的成员另行组织了美国马列主义组织。该党出版刊物《革命之声》。与加共（马列）一样，该党曾自称“霍查主义者”，追随阿尔巴尼亚劳动党的政治路线。